# Урмышла
Урмышла (тат. Урмышлы) — село в Лениногорском районе Республики Татарстан. Административный центр Урмышлинского сельского поселения.
Численность населения — 477 человек (татары — 97,7 %).

## Описание
Расположено на реке Вятка (приток Шешмы) в 38 км к северо-западу от Лениногорска и в 29 км к юго-западу от Альметьевска. Село находится среди отрогов Бугульминско-Белебеевской возвышенности, богато родниками.
По восточной окраине села проходит автодорога Альметьевск (Р239) — Сарабикулово. Ближайшая ж.-д. станция Кульшарипово (на линии Агрыз — Акбаш) находится в 20 км к северо-востоку от села.
В селе имеются основная общеобразовательная школа, детский сад, дом культуры с библиотекой, пожарная часть, мечеть, магазины, памятник односельчанам, павшим на полях Великой Отечественной войны.

## История
В 1740 году в местности заселяются тептяри и мишари, село впервые упоминается с 1746 года. В 1760-х годах в село присланы служилые мишари для охраны дороги из Казани в Оренбург. Название селу дано по имени одного из первых жителей села.
До 1860-х годов жители по сословиям подразделялись на тептярей и государственных крестьян. В начале XX века в селе имелись 2 мечети, 2 водяные мельницы, земельный надел сельской общины составлял 2193 десятины.
В «Списке населенных мест по сведениям 1859 года», изданном в 1864 году, населённый пункт упомянут как казённая деревня Урмышлы 2-го стана Бугульминского уезда Самарской губернии. Располагалась при ключе Вятке, по правую сторону Казанского почтового тракта из Бугульмы в Чистое Поле, в 75 верстах от уездного города Бугульмы и в 28 верстах от становой квартиры в казённом селе Черемшан (Черемшанская Крепость). В деревне, в 47 дворах жили 780 человек (380 мужчин и 400 женщин), была мечеть.
До 1920 года село входило в Варваринскую волость Бугульминского уезда Самарской губернии, в 1920 году включено в состав Бугульминского кантона ТатАССР. 10.08.1930 село передано в Шугуровский район, после его упразднения с 16.10.1959 года входит в состав Лениногорского района.
Историческая численность населения: 1785 г. — 23 чел. (муж.), 1859 г. — 780, 1883 г. — 918, 1889 г. — 1436, 1897 г. — 1587, 1910 г. — 1911, 1920 г. — 2059, 1926 г. — 1167, 1949 г. — 770, 1958 г. — 889, 1970 г. — 1006, 1979 г. — 815, 1989 г. — 530, 2002 г. — 519 чел..